# 印第安克里克鎮區 (印第安納州普瓦斯基縣)
印第安克里克鎮區（英語：Indian Creek Township）是位於美國印第安納州普瓦斯基縣的一個行政鎮區。

## 地方資料
根據2010年美國人口普查的數據，印第安克里克鎮區的面積為92.60平方千米，當中陸地面積為92.00平方千米，而水域面積為0.60平方千米。當地共有人口691人，而人口密度為每平方千米7.46人。